# Самозалечивание
Самозалечивание — процесс восстановления физических, химических и биологических свойств веществ, кристаллов, организмов и объектов после разного рода воздействий на них.

## Типы самозалечивания

### Кристаллография
Г. Г. Леммлейн исходя из учения о равновесии кристалла с раствором, теоретически объяснил процесс самозалечивания трещин в кристалле, в результате которого образовывались вторичные жидкие включения.

### Радиотехника
Полупроводниковые диоды на основе селена отличаются эффектом «самозалечивания». Преимуществом селеновых выпрямителей является их способность выдерживать кратковременные перегрузки и быстро восстанавливать свои свойства после пробоя.

### Биология
Самозалечивание в биологии — заживление, заживание, залечивание.
Не путать с — Самолечение.

### Прочее
Самозалечивание в строительстве — свойство бетона, обработанного особыми проникающими материалами, способное «залечивать» собственную поверхность и трещины размером до 0.4 мм путём кристаллизации солей кальция, магния и пр. при взаимодействии с водой.
Самолечащийся материал пластиков выделяет место повреждения и фиксирует его.